# Parcul Regina Maria
Parcul Regina Maria (deutsch: Königin-Maria-Park), benannt nach der früheren Königin von Rumänien, befindet sich im Stadtbezirk Fabric und ist der älteste Park in Timișoara. Er erstreckt sich zwischen der Strada I. H. Pestalozzi, dem Splaiul Nistrului, dem Bulevardul 3 August 1919 und der Strada Episcop I. Lonovici.

## Geschichte
Der Park wurde von Johann Baptist Coronini-Cronberg, Gouverneur der Woiwodschaft Serbien und Temeser Banat, 1852 angelegt. Nachdem Coronini die Bewilligung vom Wiener Hof erhalten hatte, verfügte er die Bepflanzung der Esplanade entlang der Festungsmauern auf einer 40.600 Quadratmeter großen Fläche zwischen der Inneren Stadt (heute: Cetate) und der Fabrikstadt (heute: Fabric). Ursprünglich hieß die Anlage dabei nach ihrem Gründer Coronini-Park, wurde aber in Folge des Österreichisch-Ungarischen Ausgleichs von 1867 in Városliget, ungarisch für "Stadtpark", umbenannt. Später wurden jedoch durch die Urbanisierung und den Bau von Straßen und Brücken drei Parks von dem einstigen Városliget abgetrennt: der Rosenpark, der Justizpark und der Park der Kathedrale.
1919 erhielt der Városliget in Folge der Teilung des Banats erstmals seinen heutigen Namen, hieß aber in der sozialistischen Zeit und danach bis 2011 vorübergehend Parcul Poporului, rumänisch für "Volkspark". Im Jahr der erneuten Umbenennung fanden bedeutende Umgestaltungen statt, unter anderem wurde dabei die Büste der Königin Maria aufgestellt.